# Cieszacin Mały
Cieszacin Mały est une localité polonaise de la gmina de Pawłosiów, située dans le powiat de Jarosław en voïvodie des Basses-Carpates.